# 甩蔥歌
甩葱歌（Loituma Girl或Leekspin）是一个Flash动画，其中嵌入了传统芬兰民歌《耶娃波尔卡》中的一段拟声吟唱，而这首芬兰民歌来自芬兰四重奏组合Loituma1996年的首作唱片《美丽事物》。 它在2006年出现在互聯网中并迅速走红。 而动画版包括五大部分，内容则是日本动画《BLEACH》中角色井上织姬甩葱的动作，并截取了上文中《耶娃波尔卡》一段27秒钟的循环音乐。

## 内容
甩葱歌动画摘取自《BLEACH》第2集第12分钟到第14分钟（各版本不同）的一段插曲，在原动画中，井上织姬在与动画另两位角色黑崎一护和朽木露琪亚聊天时，将手中的葱逆时针甩动。这个插曲是在她这个角色周围发生的一连串笑话中的其中一段，在这里她想要做一些风味独特到几乎无法食用的菜。而在辨明动画中織姬所甩的东西到底是哪种真实存在的植物上，人们也有一些分歧。在日本版动画中，它被标明是葱，但在美国版中，則被表明為西方觀眾較熟悉的韭葱，影片在英文中也就被稱為「轉韭葱」（Leekspin）。
这个音乐则来自《耶娃波尔卡》第5节后半部分和第6节全部。不像这首歌的其余部分，这一节则完全没有具体的意义，只不过是一些发音听起来像芬兰语的音节罢了，这部分每个场次都不同，全然是由歌手在台上即兴唱出的（比较爵士乐中的拟声吟唱）。因此这些节通常不会在词谱上列出，而这也使得人们在寻找与动画音乐相匹配的歌词时有可能有些问题。（参见耶娃波尔卡）。

## 走红
2006年7月10日，芬兰《赫尔辛基日报》报道称，甩葱歌已使Loituma乐队重新走红，而这个乐队已从世界各地收到了粉丝来信。从2006年走红开始，由Loituma乐队或其他歌手演唱的这首歌已被使用于多个电视节目、广告、电影、电视剧和体育赛场。
国际公共电台的甚至动用一个栏目报道了这个动画，在这一栏目当中，他们关注的是电视片段的催眠功效。

## VOCALOID的改编
2007年，VOCALOID使用者otomania以初音未來為虛擬演唱者重新製作了這首歌並上载至niconico动画。此系列最先走红的影片中就有一个使用的是已颇为流行的甩葱歌，而内容是Q版初音甩葱的动作。
VOCALOID版耶娃波尔卡的走红使得在这个视频上出现的Q版初音被看成是与之独立的角色初音未来，后者甚至拥有自己的黏土人角色模型（由GOOD SMILE COMPANY推出） 。